# Ferien für eine Woche
Der französische Spielfilm Ferien für eine Woche (Une semaine de vacances) entstand 1980 unter der Regie von Bertrand Tavernier. Das Werk lief 1980 im Wettbewerb für die Goldene Palme in Cannes. Nathalie Baye wurde 1981 für den César als Beste Hauptdarstellerin nominiert.

## Handlung
Die 31-jährige Laurence ist Lehrerin. Eines Morgens erleidet sie auf ihrem Weg zur Arbeit einen Nervenzusammenbruch. Sabouret, ein befreundeter Doktor, schreibt sie für eine Woche krank. Sie hadert mit ihrer Arbeit, ist von der Uniformität ihrer Schüler enttäuscht und weiß nicht, wie weiter in ihrem Leben. Die lakonische Art ihres Lebensgefährten Pierre, auch wenn er sie liebt, bringt sie in dieser Situation nicht weiter. In dieser Zeit weicht sie seinen Zärtlichkeiten aus und wimmelt auch ihren Bruder ab. Lieber spricht sie sich mit ihrer Kollegin Anne aus. Sie freundet sich mit Mancheron, dem jovialen Vater eines aufsässigen Schülers, an. Den Besuch ihrer kraftlos vor sich hin lebenden Eltern bricht sie vorzeitig ab. Ob sie je ein eigenes Kind haben will, kann sie nicht beantworten. Mancheron lädt sie zu einem Essen ein, an dem sein alter Schulkollege Descombes teilnimmt. Sie reden über Einsichten und Erfahrungen mit Schülern und anderen Lehrern. Schließlich wird Laurence klar, dass sie im Grunde doch gerne Lehrerin ist, und so kehrt sie nach der Woche „Ferien“ mit neuer Zuversicht an die Schule zurück. Allerdings hängt ihre Kollegin Anne den Lehrerberuf an den Nagel.

## Über den Film
Ferien für eine Woche ist auch ein Film über Lyon. Er zeigt eine Stadt, die bevölkerungsreich genug ist, um eine Metropole zu sein, aber klein genug, um zufällige Begegnungen mit Bekannten zu ermöglichen. Philippe Noiret spielt erneut die Figur des Michel Descombes, die er bereits in Taverniers Der Uhrmacher von St. Paul (1974) verkörpert hatte, einem Film, der sich ebenfalls in Lyon, der Geburtsstadt des Regisseurs, abspielt.
Bertrand Tavernier thematisiert die verborgenen Konflikte von Lehrkräften. Das Unterrichtswesen war bis dahin im französischen Film kaum ein Sujet gewesen. Der Regisseur erklärte, dass er Filme drehe, um zu lernen. Während der Vorbereitungen befragte er zahlreiche Schüler, die im Film zu Wort kommen, und Lehrer. Seine Koautorin Marie-Françoise Hans war seit zwölf Jahren Französischlehrerin, ihr Buch Esquisse pour une jeune fille war Grundlage des Drehbuchs. Einige Unterrichtsszenen sind mittels Rückblenden in die Handlung eingeflochten. Das Drama handelt weniger von der Unangepasstheit einer Lehrerin, sondern einem viel allgemeineren Überdruss, den jeder Mensch irgendwann einmal verspüren kann, einer Form schwer greifbarer Existenzangst. Tavernier sprach von „einem Moment, in dem man keine Lust mehr hat, den Dingen hinterherzurennen, sondern sie lieber anhalten möchte und sich die Zeit zu nehmen, sie zu betrachten.“

### Französische Kritiken
Laut Le Monde habe es Kameramann Glenn geschafft, das Licht Lyons, die besondere Stimmung dieser Stadt der geheimen Schönheit einzufangen. Tavernier zeige, wie das Kino der Wirklichkeit Rechnung tragen kann, ohne ihre Demonstration zu erzwingen. Le Nouvel Observateur fand es bemerkenswert, dass keinen verbindenden Ort, keinen durchgehenden Gedanken gebe in der Menge der Informationen und Überlegungen, die Tavernier in den Dialogen und Bildern vorbeiziehen lasse. „Kinder, Eltern, Lehrer und Nebenfiguren werden mit einer Intellignez wahrgenommen, die ganz und gar frei und durchdringend ist. Dieser Film ist auf dem Niveau eines Essays angesiedelt, einer Schrift, und dennoch ist es gänzlich ein Film. Der Filmemacher Tavernier versteht es, uns in wenigen Sekunden mit dem in Berührung zu bringen, was das Eigene, das Unersetzliche jeder der gefilmten Personen ausmacht.“ Und Le Point: „Weder Prediger noch Technokrat, wirft Tavernier auf den Jammer der Erzieher seinen zärtlichen Blick des falschen Kurzsichtigen, sieht die Dinge, die hinter den Dingen versteckt sind. Der Kämpfer für die guten Sache, der ihm sonst innewohnt, hat ebenfalls Ferien genommen. Eine Art verbrüderndes Einverständnis, von unerklärlicher Heiterkeit, liegt über dieser Chronik eines dahinschwindenden Bewusstseins. Die Lehrer, üblicherweise eingeschlossen in ihre Probleme wie Rothäute im Angesicht ihrer Ausrottung, erhalten hier ein menschliches Gesicht.“
La Revue du Cinéma bezeichnete das Werk als einen „komplexen Entwicklungspfad vom Zweifel in Richtung Gewissheit. Nicht einer seligen Gewissheit, die irgendeinem Glauben geschuldet ist, sondern einer gemessenen, bewussten Gewissheit, die nur aus der Tiefe von uns selbst kommen kann.“ Der Zweifel, der Laurence an die Nutzlosigkeit ihres Handelns glauben lässt, sei kein Einzelfall, und der Film passe perfekt in die soziologische Lage Frankreichs. Ähnlich lobte Télérama: „Bertrand Taverniers Originalität liegt darin, Erziehungsprobleme nicht auf didaktische Weise darzustellen, sondern sie durch alle Figuren zu brechen, sie in filigrane, alltägliche Gefühle verwandelt zu haben.“ Die Praktik des Zweifelns sei ein notwendiges Abenteuer. „Für Laurence ist eines offensichtlich: Nichts Vorgefasstes, kein System. Jenseits institutionalisierter Machtbeziehungen, muss und kann jeder sein Leben leben.“ Spezialisten zum Thema Unterricht hätten zu viele Gewissheiten, so L’Avant-Scène Cinéma, doch Tavernier habe vor allem Zweifel. Auf jeden Fall komme er zum Kern der Sache, er lasse die Tinte in Strömen fließen und Dialoge sich in Strömen ergießen.
Von „glanzvollen Kadragen“ sprach Positif. Zu sehen sei die Direktaufnahme einer konfliktreichen Gegenwart. Dieser dokumentarische Ansatz mache den Film, frei von Didaktik, entsprechend politisch. Wesentlich sei das Wort, denn Tavernier habe in seinen Filmen wieder an die Tradition angeknüpft, die im Werk von Marcel Carné und teilweise bei Jean Renoir vorherrschend war. Die Figuren sprächen weniger mit ihren Gesprächspartnern, als dass ihre Dialoge vor allem als Vehikel für Informationen dienten, die an die „Zuschauer-Konsumenten“ gerichtet sind. Dabei sei er oft überdeutlich geworden: „Es ist nicht nötig, auf ein i einen Punkt zu setzen, wenn es ein großes i ist.“ Von diesen Punkten gebe es auch in Ferien für eine Woche immer noch einige zu viel.

### Deutsche Kritiken
Das Lexikon des internationalen Films sah ein subtiles Frauenporträt „zwischen verhaltenem, subtilem Kammerspiel und aufwendiger, unterhaltsamer Großproduktion“ schwanken. Es gelinge dem Film aber nicht, die individuelle Geschichte mit der Gesellschaftskritik zusammenzubringen. Ähnlich nannte Cinema zwar das Porträt „warmherzig“, doch „ohne echte Pointe“ und stellte ein unentschlossenes Schwanken „zwischen sensibler Studie und Thesenkino“ fest.